# Gueltas
Gueltas [gɛltas] est une commune française, située dans le département du Morbihan en région Bretagne.

## Géographie

### Situation
Le chef-lieu de la commune se trouve à vol d'oiseau à 11 km au sud-ouest de Loudéac, à 14 km à l'est de Pontivy et à 48 km au nord de Vannes, sa préfecture de rattachement. La commune est située à la limite entre le pays gallo et la Bretagne bretonnante. Elle englobe la forêt de Branguily.
| - Carte en couleurs de la commune de Gueltas. |

| Saint-Gérand  | Saint-Gonnery | Saint-Maudan Côtes-d'Armor |
| Noyal-Pontivy | Gueltas       | Rohan                      |
| Kerfourn      |               | Crédin                     |

### Relief et hydrographie
L'altitude de la commune varie de 66 m à 162 m. La commune est traversée au nord par le canal de Nantes à Brest. Une échelle d'écluses permet au canal de Nantes à Brest de franchir l'interfluve entre les bassins versants du Blavet et de l'Oust.
| - Carte topographique de la commune de Gueltas. |

### Hydrographie
Pour un article plus général, voir Réseau hydrographique du Morbihan.
La commune est située dans le bassin Loire-Bretagne. Elle est drainée par le canal de Nantes à Brest, l'Oust, la rigole d'Hilvern et divers autres petits cours d'eau,.
Le canal de Nantes à Brest est un canal, chenal et un estuaire et un cours d'eau naturel navigable sur une grande partie de son cours, d'une longueur de 364 km, prend sa source dans la commune de Nort-sur-Erdre et se jette  dans la Loire à Nantes.
L'Oust, d'une longueur de 145 km, prend sa source dans la commune de La Harmoye et se jette  dans la Vilaine à Rieux, après avoir traversé 46 communes.
Le Rigole d'Hilvern, d'une longueur de 62 km, prend sa source dans la commune de Saint-Gonnery et se jette  dans l'Oust à Merléac, après avoir traversé huit communes.

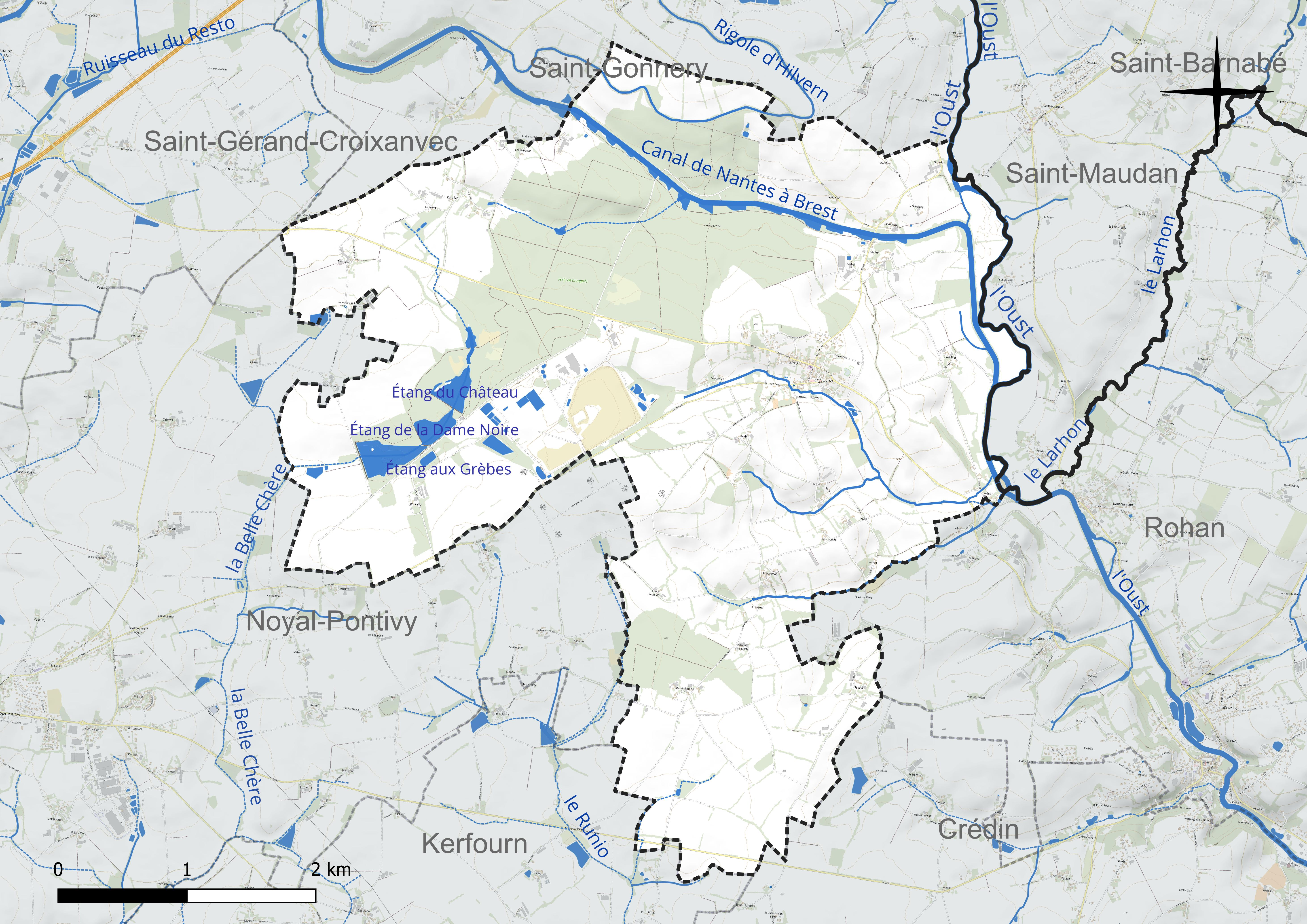
Réseau hydrographique de Gueltas.

Trois plans d'eau complètent le réseau hydrographique : l'étang aux Grèbes (8,81 ha), l'étang de la Dame Noire (4,51 ha) et l'étang du Château (5,31 ha),.

### Climat
Pour des articles plus généraux, voir Climat de la Bretagne et Climat du Morbihan.
En 2010, le climat de la commune est de type climat océanique franc, selon une étude du CNRS s'appuyant sur une série de données couvrant la période 1971-2000. En 2020, Météo-France publie une typologie des climats de la France métropolitaine dans laquelle la commune est exposée à un climat océanique et est dans une zone de transition entre les régions climatiques « Finistère nord  » et « Bretagne orientale et méridionale, Pays nantais, Vendée ». Parallèlement l'observatoire de l'environnement en Bretagne publie en 2020 un zonage climatique de la région Bretagne, s'appuyant sur des données de Météo-France de 2009. La commune est, selon ce zonage, dans la zone « Intérieur », exposée à un climat médian, à dominante océanique.
Pour la période 1971-2000, la température annuelle moyenne est de 11,1 °C, avec une amplitude thermique annuelle de 12,2 °C. Le cumul annuel moyen de précipitations est de 936 mm, avec 13,6 jours de précipitations en janvier et 6,9 jours en juillet. Pour la période 1991-2020, la température moyenne annuelle observée sur la station météorologique la plus proche, située sur la commune de Loudéac à 10 km à vol d'oiseau, est de 11,5 °C et le cumul annuel moyen de précipitations est de 922,6 mm,. Pour l'avenir, les paramètres climatiques de la commune estimés pour 2050 selon différents scénarios d'émission de gaz à effet de serre sont consultables sur un site dédié publié par Météo-France en novembre 2022.

## Urbanisme

### Typologie
Au 1er janvier 2024, Gueltas est catégorisée commune rurale à habitat dispersé, selon la nouvelle grille communale de densité à sept niveaux définie par l'Insee en 2022.
Elle est située hors unité urbaine. Par ailleurs la commune fait partie de l'aire d'attraction de Pontivy, dont elle est une commune de la couronne,. Cette aire, qui regroupe 16 communes, est catégorisée dans les aires de moins de 50 000 habitants,.

### Occupation des sols

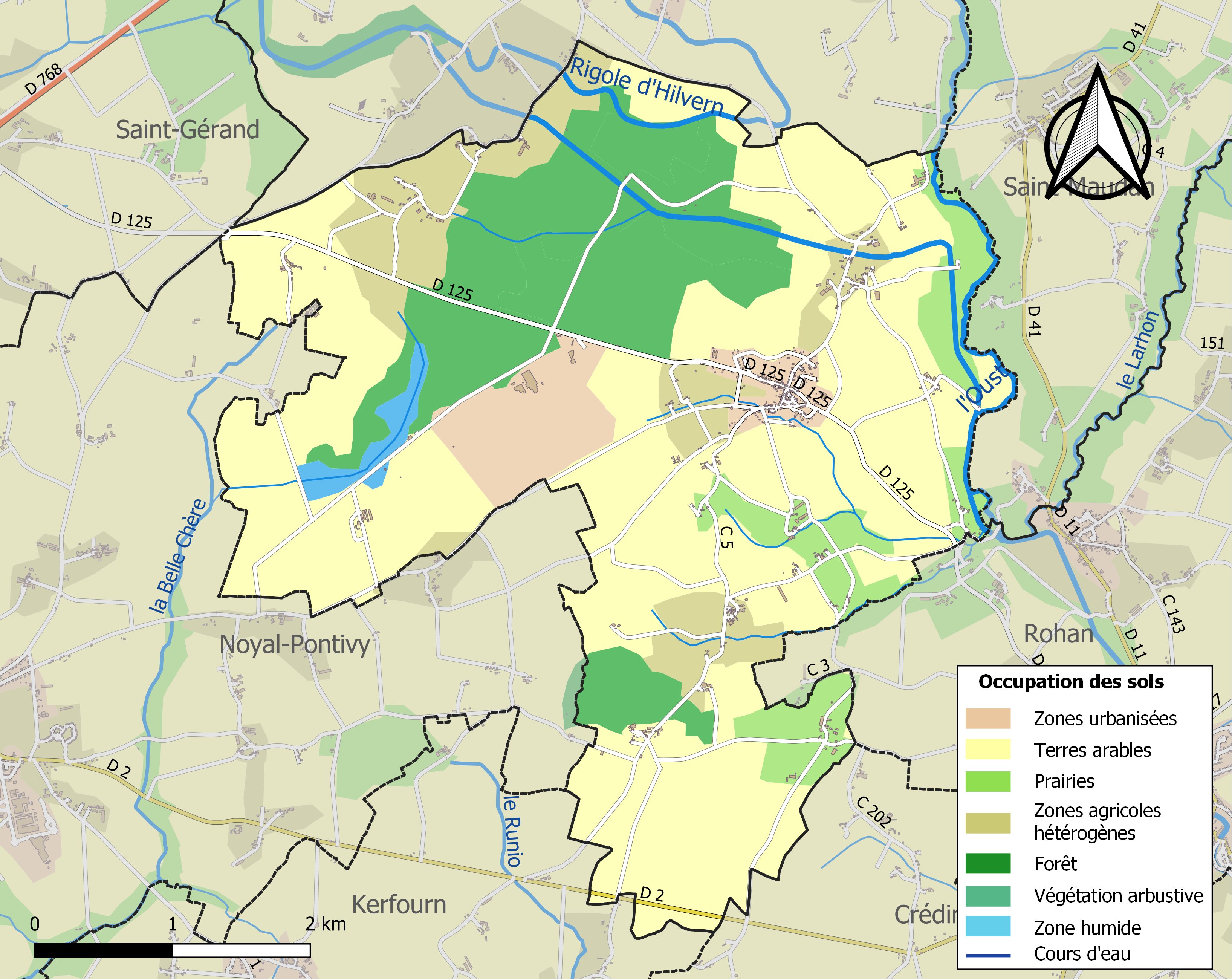
Carte des infrastructures et de l'occupation des sols de la commune en 2018 (CLC).

Le tableau ci-dessous présente l'occupation des sols de la commune en 2018, telle qu'elle ressort de la base de données européenne d’occupation biophysique des sols Corine Land Cover (CLC). La commune, qui englobe la forêt de Branguily, compte 430 ha de forêt ( taux de boisement de 20,5%). Le bocage a en grande partie disparu au profit des champs ouverts de grande taille. Quelques haies d'arbres ont cependant été conservées. Gueltas appartient en effet à la zone agricole de Pontivy parfois surnommée la « Petite Beauce ».
| Type d’occupation                                              | Pourcentage | Superficie (en hectares) |
| -------------------------------------------------------------- | ----------- | ------------------------ |
| Tissu urbain discontinu                                        | 0,8 %       | 82                       |
| Zones industrielles ou commerciales et installations publiques | 0,7 %       | 68                       |
| Terres arables hors périmètres d'irrigation                    | 53,6 %      | 1112                     |
| Prairies et autres surfaces toujours en herbe                  | 7,7 %       | 160                      |
| Systèmes culturaux et parcellaires complexes                   | 11,0 %      | 229                      |
| Forêts de feuillus                                             | 13,7 %      | 285                      |
| Forêts de conifères                                            | 5,4 %       | 105                      |
| Forêts mélangées                                               | 1,4 %       | 30                       |
| Plans d'eau                                                    | 1,25 %      | 26                       |
| Source : Corine Land Cover                                     |             |                          |

## Toponymie
Gueltas est attesté sous la forme latine Sanctus Gildasius en 1264, sous l'ancienne forme bretonne Sant Gueltas en 1270.
Sanctus Gildasius en latin, Saint Gildas en français, Sant Gweltaz en breton.
Le nom breton de la commune est Gweltaz.
Le nom gallo de la commune est Ghelta, prononcé [ɟəltɑ] ou [ɟɛltɑ].

## Histoire

### Moyen-Âge
Selon un aveu de 1471, Gueltas était, au sein de la Vicomté de Rohan, une des 46 paroisses ou trèves de la seigneurie proprement dite de Rohan.

### Temps modernes
Gueltas était une trève dépendant de la paroisse de Noyal-Pontivy avant la Révolution française.

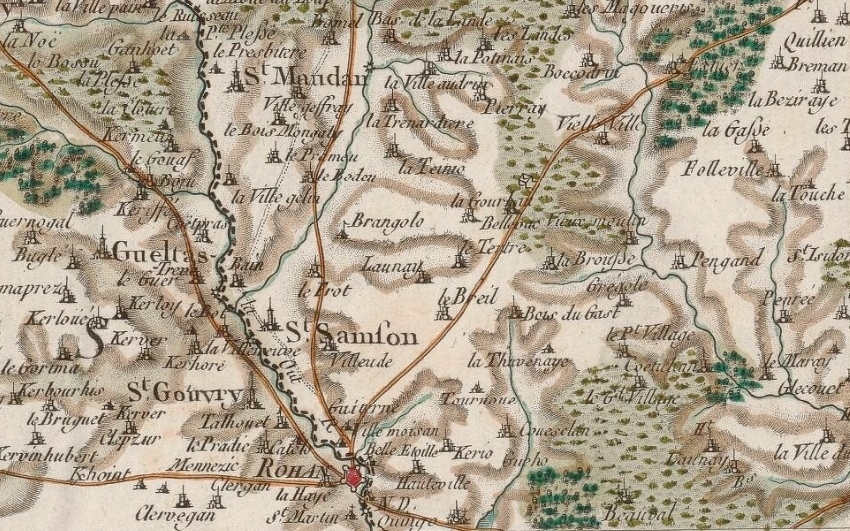
Carte de Cassini de Rohan et des paroisses et trèves avoisinantes (dont Gueltas).

### LeXIXesiècle
La trève est érigée en commune en 1790 mais en 1802 elle est de nouveau rattachée à Noyal-Pontivy après le Concordat signé entre le Premier consul Napoléon Bonaparte et le pape Pie VII. Gueltas redevient une commune en 1834. L'église paroissiale est reconstruite en 1886[réf. non conforme].

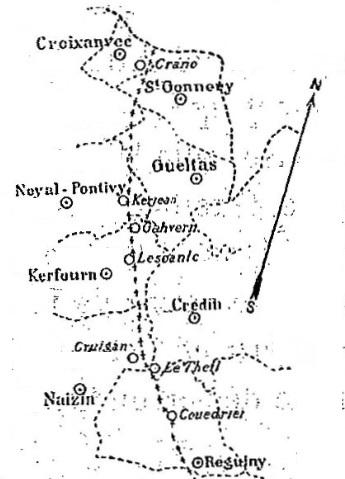
La limite entre les langues bretonne et gallèse (carte de 1886).

La région est traditionnellement à la limite entre les langues française (pays gallo) et bretonne, qui est ainsi décrite en 1886 : Croixanvec est une commune bretonnante et Saint-Gonnery, sauf une petite pointe à l'ouest, est de langue française ; la limite entre les deux langues laisse ensuite en pays français la commune de Gueltas, passe par Kerjean, commune de Noyal-Pontivy, qui parle breton, sauf deux villages à l'est de cette limite. Laissant le bourg de Kerfourn en pays bretonnant, elle passe par Gahvern et Lesoanic, hameaux de cette commune.
La forêt de Branguily doit son nom à un seigneur qui y possédait un château. Cette forêt avait une superficie de 7 à 800 hectares en 1920. Depuis 1960 elle ne couvre plus que 450 hectares.[réf. nécessaire]

## Politique et administration
| Période                                  | Période           | Identité            | Étiquette | Qualité |
| ---------------------------------------- | ----------------- | ------------------- | --------- | ------- |
| 1841                                     | 1848              | Joseph Pinsard      |           |         |
| 1848                                     | 1851              | Jean Thomas         |           |         |
| 1852                                     | 1866              | Mathurin Cabo       |           |         |
| 1866                                     | 1879              | Jean Marie Daniel   |           |         |
| 10 août 1879                             | 19 mai 1912       | Mathurin Le Masson  |           |         |
| 19 mai 1912                              | 22 mai 1921       | Olivier Briend      |           |         |
| 22 mai 1921                              | 17 mai 1925       | Vincent Onno        |           |         |
| 17 mai 1925                              | 02 novembre 1947  | Théodule Onno       |           |         |
| 02 novembre 1947                         | 25 septembre 1955 | Hubert Crevic       |           |         |
| 25 septembre 1955                        | 25 mars 1989      | Maurice Maugain     |           |         |
| 25 mars 1989                             | 13 mars 2008      | Philippe Laurenceau |           |         |
| 13 mars 2008                             | 23 mai 2020       | Jean-Yves Quentel   |           |         |
| 23 mai 2020                              | En cours          | Sylvette Le Strat   | DVD       |         |
| Les données manquantes sont à compléter. |                   |                     |           |         |

## Démographie
L'évolution du nombre d'habitants est connue à travers les recensements de la population effectués dans la commune depuis 1841. Pour les communes de moins de 10 000 habitants, une enquête de recensement portant sur toute la population est réalisée tous les cinq ans, les populations de référence des années intermédiaires étant quant à elles estimées par interpolation ou extrapolation. Pour la commune, le premier recensement exhaustif entrant dans le cadre du nouveau dispositif a été réalisé en 2008.

En 2022, la commune comptait 532 habitants, en évolution de +3,91 % par rapport à 2016 (Morbihan : +3,82 %, France hors Mayotte : +2,11 %).
| 1841  | 1846  | 1851  | 1856  | 1861  | 1866 | 1872  | 1876  | 1881  |
| ----- | ----- | ----- | ----- | ----- | ---- | ----- | ----- | ----- |
| 1 069 | 1 130 | 1 082 | 1 040 | 1 006 | 998  | 1 033 | 1 070 | 1 043 |

| 1886  | 1891 | 1896 | 1901 | 1906 | 1911 | 1921 | 1926 | 1931 |
| ----- | ---- | ---- | ---- | ---- | ---- | ---- | ---- | ---- |
| 1 004 | 888  | 894  | 917  | 864  | 908  | 936  | 808  | 771  |

| 1936 | 1946 | 1954 | 1962 | 1968 | 1975 | 1982 | 1990 | 1999 |
| ---- | ---- | ---- | ---- | ---- | ---- | ---- | ---- | ---- |
| 758  | 674  | 667  | 649  | 610  | 591  | 545  | 518  | 544  |

| 2006 | 2008 | 2013 | 2018 | 2022 | - | - | - | - |
| ---- | ---- | ---- | ---- | ---- | - | - | - | - |
| 525  | 519  | 508  | 513  | 532  | - | - | - | - |

## Lieux et monuments
- L'église Saint-Gildas.

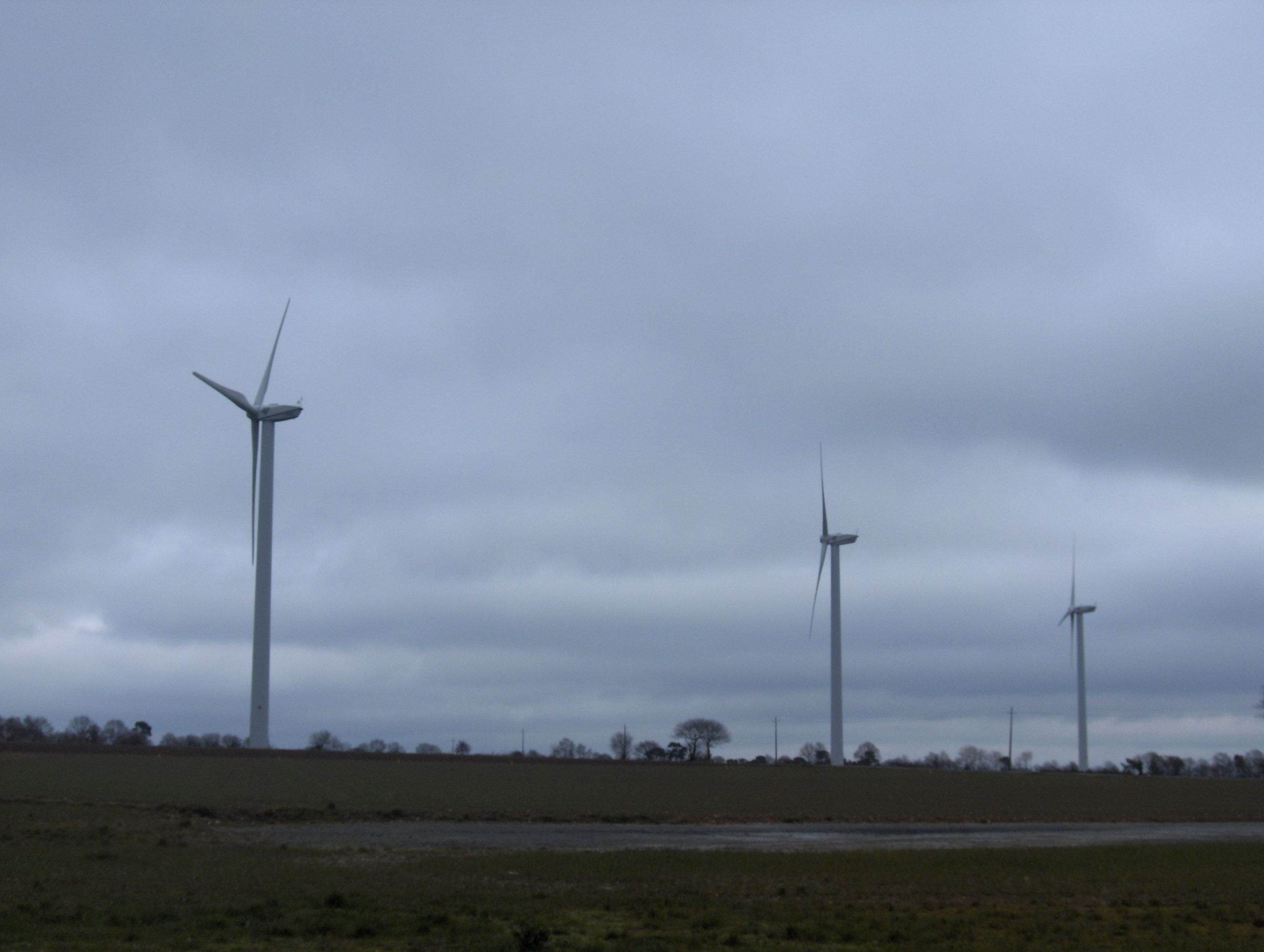
3 des éoliennes

- Gueltas est traversée par la Rigole d'Hilvern. Longue de 62 km et construite pour alimenter le canal de Nantes à Brest depuis le barrage de Bosméléac, elle suit un cours parallèle à l'Oust sur la moitié de sa longueur. À présent, le canal est alimenté par des pompes et la rigole n'a qu'un but touristique.
- L'échelle d'écluses de Boju constitue aussi une curiosité de la commune. Sur un peu plus de 4,5 km, une cascade de 23 écluses permettent au canal de Nantes à Brest de franchir une dénivellation d'environ 53 m.
- Gueltas est une commune importante dans le traitement des déchets de la Bretagne. Outre un centre de tri de déchets industriels banals et d'emballages, d'une unité de compostage des boues, d'un centre de stockage de déchets ultimes, s'ajoute en 2008, un centre de pré-traitement mécano biologique. Il s'agît de l'une des seules usines de traitement de ce type en France.
- Gueltas possède un champ de 6 éoliennes d'une puissance totale de 9 MW, à la limite avec Noyal-Pontivy, atteignant 116 m de haut[28].